# Girls Aloud
A Girls Aloud egy brit lánycsapat, amely az ITV1 tehetségkutató műsorában alakult meg 2002-ben. Tagjai: Cheryl Cole, Nadine Coyle, Sarah Harding, Nicola Roberts és Kimberley Walsh. Az évtized legsikeresebb brit popcsapata, megnyerte a Smash Hits szavazást, a TMF Awardot és jelölték Brit Awardsra. 2013 márciusában az együttes feloszlott.
2021.szeptember 5-én Sarah Harding mellrákban elhunyt.

## Albumok
| Év   | Cím                                                                            | Csúcshelyezés | Csúcshelyezés | Csúcshelyezés | Minősítés és eladás          |
| Év   | Cím                                                                            | UK            | IRL           | EU            | Minősítés és eladás          |
| ---- | ------------------------------------------------------------------------------ | ------------- | ------------- | ------------- | ---------------------------- |
| 2003 | Sound of the Underground - Kiadás dátuma: 2003. május 25.                      | 2             | 6             | -             | - Brit minősítés: Platina    |
| 2004 | What Will the Neighbours Say? - Kiadás dátuma: 2004. november 29.              | 6             | 12            | 21            | - Brit minősítés: 2× platina |
| 2005 | Chemistry - Kiadás dátuma: 2005. december 5.                                   | 11            | 31            | 43            | - Brit minősítés: Platina    |
| 2006 | The Sound of Girls Aloud: The Greatest Hits - Kiadás dátuma: 2006. október 30. | 1             | 9             | 6             | - Brit minősítés: 3× platina |
| 2007 | Tangled Up - Kiadás dátuma: 2007. november 19.                                 | 4             | 25            | 20            | - Brit minősítés: Platina    |
| 2008 | Out of Control - Ötödik stúdióalbum - Kiadás dátuma: 2008. november 3.         | 1             | 7             | 5             | - Brit minősítés: 2× platina |
| 2012 | Ten - Kiadás dátuma: 2012. november 26.                                        | 9             | 17            | -             | - Brit minősítés: Arany      |

## Kislemezek
| Év   | Cím                            | Csúcshelyezések | Csúcshelyezések | Csúcshelyezések | Csúcshelyezések | Csúcshelyezések | Album                                       |
| Év   | Cím                            | UK              | IRL             | GR              | POL             | EU              | Album                                       |
| ---- | ------------------------------ | --------------- | --------------- | --------------- | --------------- | --------------- | ------------------------------------------- |
| 2002 | Sound Of The Underground       | 1               | 1               | 8               | -               | 3               | Sound of the Underground                    |
| 2003 | No Good Advice                 | 2               | 2               | 4               | 43              | 7               | Sound of the Underground                    |
| 2003 | Life Got Cold                  | 3               | 2               | 3               | 32              | 12              | Sound of the Underground                    |
| 2003 | Jump                           | 2               | 2               | 2               | 16              | 8               | Sound of the Underground                    |
| 2004 | The Show                       | 2               | 5               | 1               | 97              | 9               | What Will the Neighbours Say?               |
| 2004 | Love Machine                   | 2               | 9               | 7               | 88              | 8               | What Will the Neighbours Say?               |
| 2004 | I'll Stand By You              | 1               | 3               | 5               | 51              | 5               | What Will the Neighbours Say?               |
| 2005 | Wake Me Up                     | 4               | 6               | 16              | 12              | 13              | What Will the Neighbours Say?               |
| 2005 | Long Hot Summer                | 7               | 16              | 30              | 90              | 27              | Chemistry                                   |
| 2005 | Biology                        | 4               | 7               | 12              | 66              | 15              | Chemistry                                   |
| 2005 | See the Day                    | 9               | 14              | 42              | 17              | 34              | Chemistry                                   |
| 2006 | Whole Lotta History            | 6               | 18              | 32              | 76              | 23              | Chemistry                                   |
| 2006 | Something Kinda Ooooh          | 3               | 7               | 2               | 37              | 11              | The Sound of Girls Aloud: The Greatest Hits |
| 2006 | I Think We're Alone Now        | 4               | 11              | 16              | 9               | 15              | The Sound of Girls Aloud: The Greatest Hits |
| 2007 | Walk This Way (With Sugababes) | 1               | 14              | 7               | 7               | 8               | The Sound of Girls Aloud: The Greatest Hits |
| 2007 | Sexy! No No No...              | 5               | 11              | 5               | 3               | 17              | Tangled Up                                  |
| 2007 | Call The Shots                 | 3               | 9               | 5               | 16              | 9               | Tangled Up                                  |
| 2008 | Can't Speak French             | 9               | 12              | -               | -               | 33              | Tangled Up                                  |
| 2008 | The Promise                    | 1               | 2               | -               | -               | 8               | Out of Control                              |
| 2009 | The Loving Kind                | 10              | 16              | -               | -               | 37              | Out of Control                              |
| 2009 | Untouchable                    | 11              | 19              | -               | -               | 39              | Out of Control                              |
| 2012 | Something New                  | 2               | 4               | -               | -               | -               | Ten                                         |

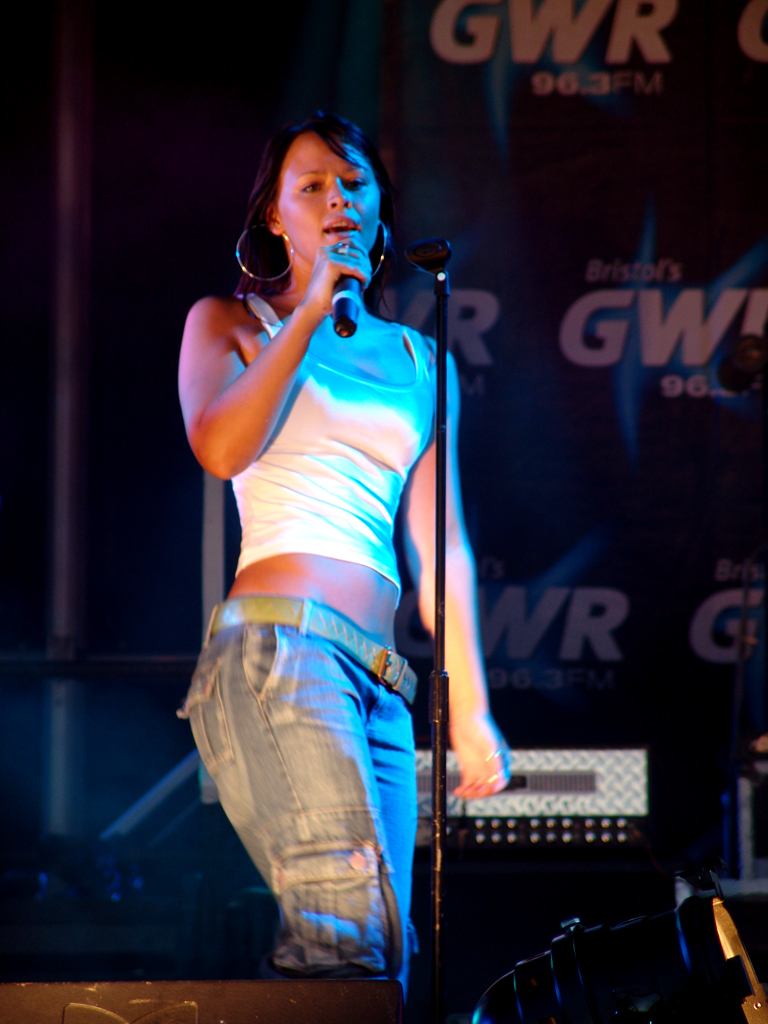
Kimberley Walsh
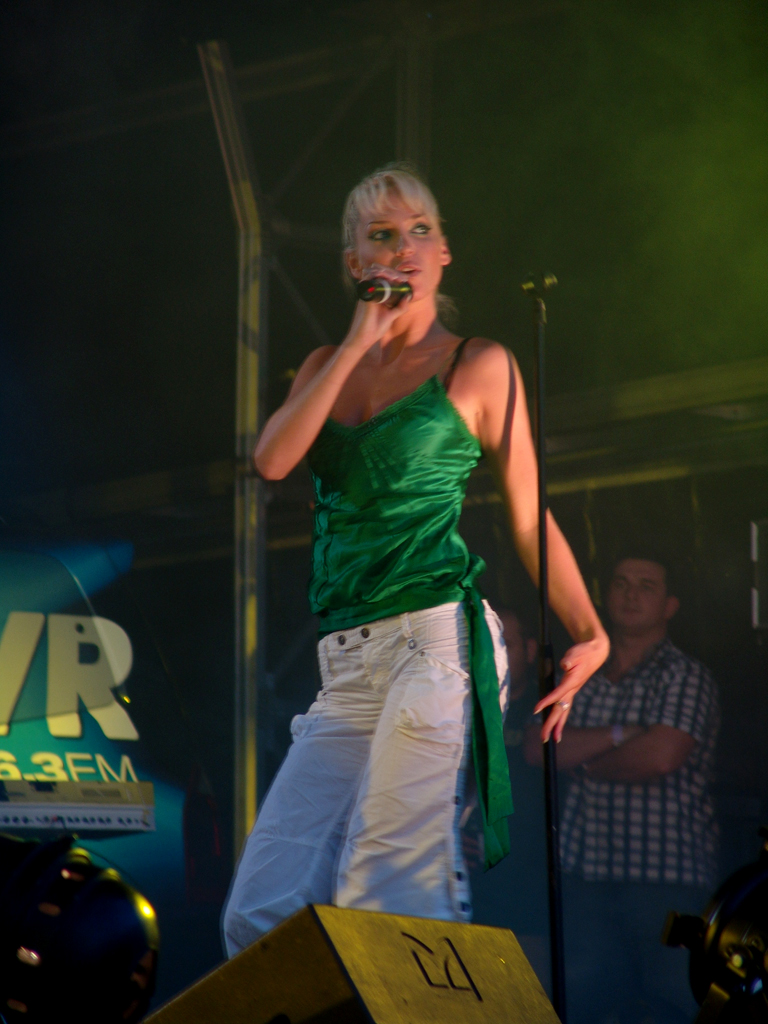
Sarah Harding
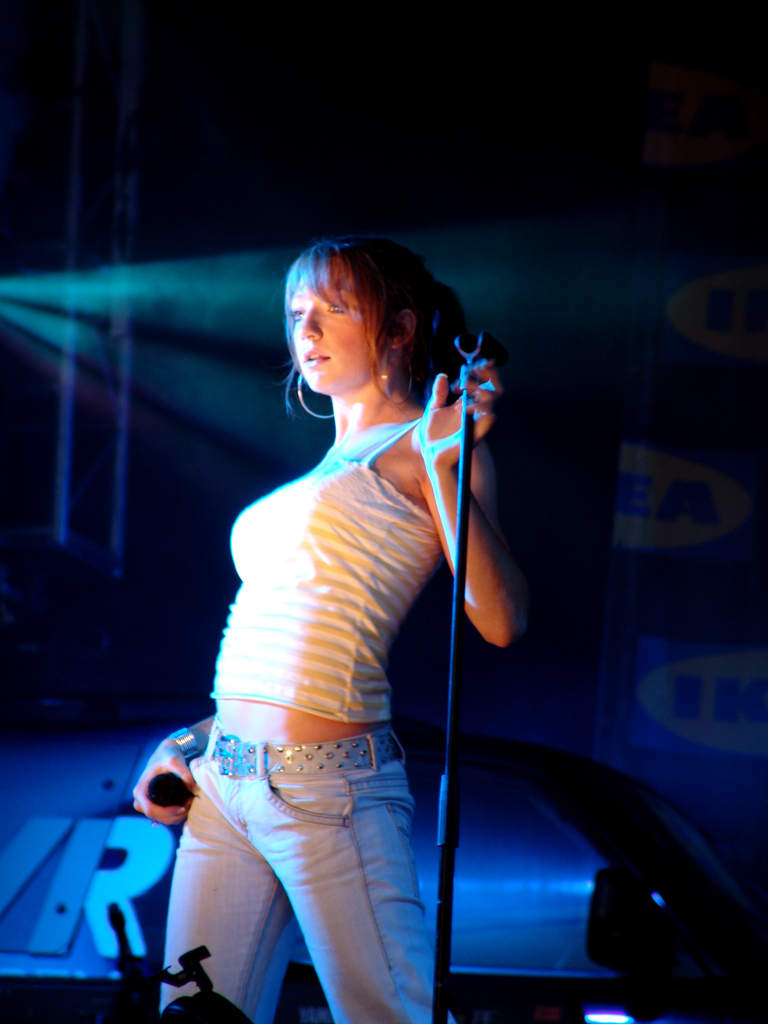
Nicola Roberts
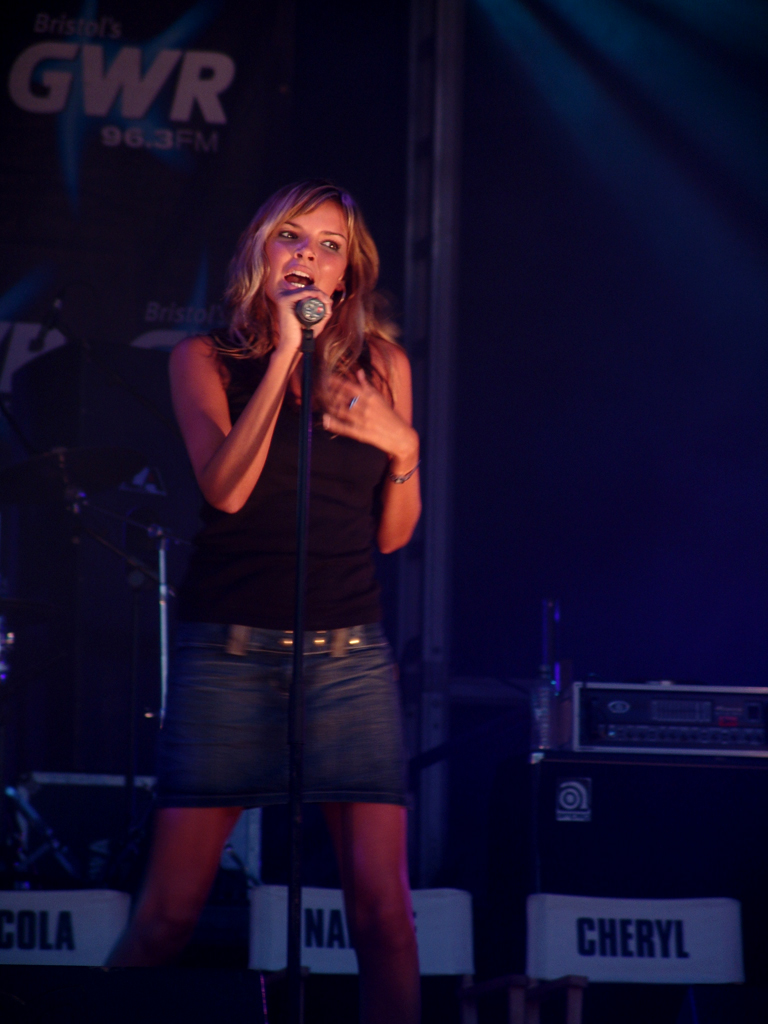
Nadine Coyle
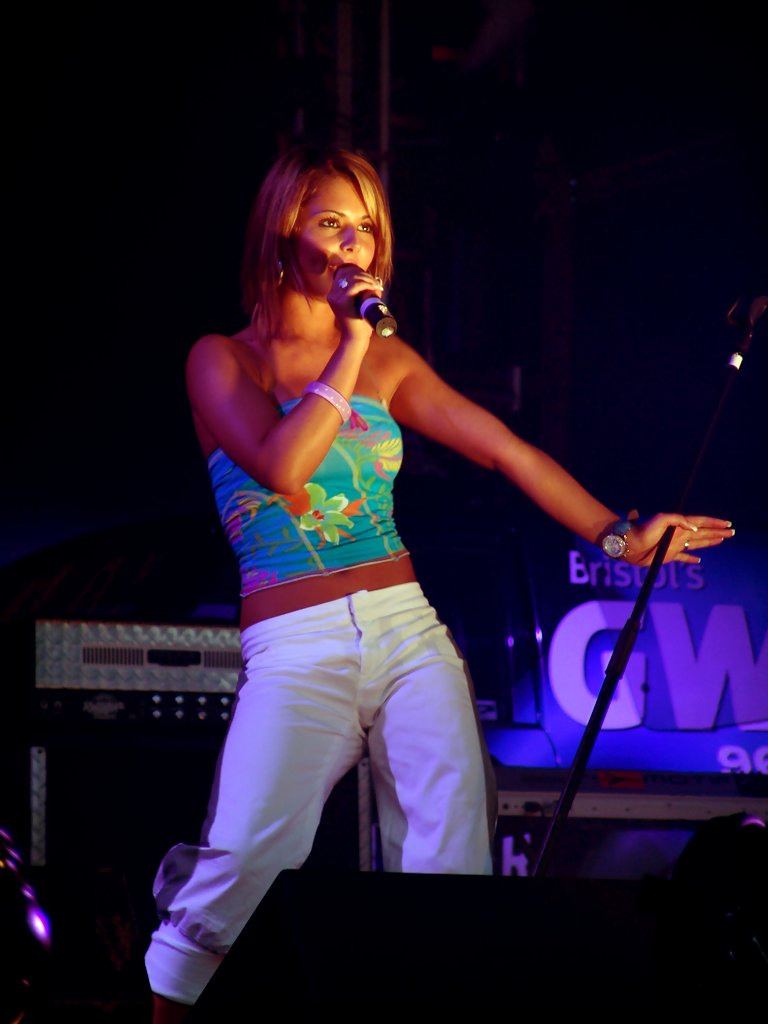
Cheryl Cole